# Seznam českých hráčů v NHL v sezóně 2017/2018
Toto je seznam hráčů Česka a jejich statistiky v sezóně 2017/2018 NHL.
| Tým                                    | Hráč             | Post | Počet zápasů | Branky | Asistence | Body | Počet zápasů v play off | Branky v play off | Asistence v play off | Body v play off | Poznámka / hrál také za                         | Statistiky v NHL            |
| -------------------------------------- | ---------------- | ---- | ------------ | ------ | --------- | ---- | ----------------------- | ----------------- | -------------------- | --------------- | ----------------------------------------------- | --------------------------- |
| Philadelphia Flyers                    | Jakub Voráček    | PK   | 82           | 20     | 65        | 85   | 6                       | 0                 | 3                    | 3               |                                                 |                             |
| Boston Bruins                          | David Pastrňák   | PK   | 82           | 35     | 45        | 80   | 12                      | 6                 | 14                   | 20              |                                                 |                             |
| Boston Bruins                          | David Krejčí     | C    | 64           | 17     | 27        | 44   | 12                      | 3                 | 7                    | 10              |                                                 |                             |
| Calgary Flames                         | Michael Frolík   | PK   | 70           | 10     | 15        | 25   | Ne                      |                   |                      |                 |                                                 |                             |
| Calgary Flames                         | Jaromír Jágr     | PK   | 22           | 1      | 6         | 7    | Ne                      |                   |                      |                 |                                                 |                             |
| Montreal Canadiens Toronto Maple Leafs | Tomáš Plekanec   | C    | 60 17        | 6 0    | 18 2      | 24 2 | — 7                     | — 2               | — 2                  | — 4             |                                                 |                             |
| Montreal Canadiens                     | Aleš Hemský      | PK   | 7            | 0      | 0         | 0    | Ne                      |                   |                      |                 |                                                 |                             |
| St. Louis Blues                        | Vladimír Sobotka | LK   | 81           | 11     | 20        | 31   | Ne                      |                   |                      |                 |                                                 |                             |
| St. Louis Blues                        | Dmitrij Jaškin   | PK   | 76           | 6      | 11        | 17   | Ne                      |                   |                      |                 |                                                 |                             |
| Dallas Stars                           | Radek Faksa      | C    | 79           | 17     | 16        | 33   | Ne                      |                   |                      |                 |                                                 |                             |
| Dallas Stars                           | Martin Hanzal    | C    | 38           | 5      | 5         | 10   | Ne                      |                   |                      |                 |                                                 |                             |
| San Jose Sharks                        | Tomáš Hertl      | C    | 79           | 22     | 24        | 46   | 10                      | 6                 | 3                    | 9               |                                                 |                             |
| Tampa Bay Lightning                    | Ondřej Palát     | LK   | 56           | 11     | 24        | 35   |                         |                   |                      |                 |                                                 |                             |
| Florida Panthers                       | Radim Vrbata     | LK   | 42           | 5      | 9         | 14   | Ne                      |                   |                      |                 |                                                 |                             |
| New Jersey Devils                      | Pavel Zacha      | C    | 69           | 8      | 17        | 25   | 5                       | 0                 | 0                    | 0               |                                                 |                             |
| Columbus Blue Jackets                  | Lukáš Sedlák     | C    | 53           | 4      | 4         | 8    | 2                       | 0                 | 0                    | 0               |                                                 |                             |
| Detroit Red Wings                      | Martin Frk       | PK   | 68           | 11     | 14        | 25   | Ne                      |                   |                      |                 |                                                 | Grand Rapids Griffins (AHL) |
| Anaheim Ducks                          | Ondřej Kaše      | PK   | 66           | 20     | 18        | 38   | 4                       | 0                 | 0                    | 0               | San Diego Gulls (AHL)                           |                             |
| Washington Capitals                    | Jakub Vrána      | LK   | 73           | 13     | 14        | 27   |                         |                   |                      |                 | Hershey Bears (AHL)                             |                             |
| Pittsburgh Penguins                    | Dominik Simon    | C    | 33           | 4      | 8         | 12   | 8                       | 0                 | 3                    | 3               | Wilkes-Barre/Scranton Penguins (AHL)            |                             |
| Vegas Golden Knights                   | Tomáš Nosek      | LK   | 67           | 7      | 8         | 15   |                         |                   |                      |                 |                                                 |                             |
| Vegas Golden Knights                   | Tomáš Hyka       | LK   | 10           | 1      | 2         | 3    |                         |                   |                      |                 |                                                 |                             |
| Carolina Hurricanes                    | Martin Nečas     | C    | 1            | 0      | 0         | 0    | Ne                      |                   |                      |                 |                                                 |                             |
| New York Rangers                       | Filip Chytil     | C    | 9            | 1      | 2         | 3    | Ne                      |                   |                      |                 |                                                 |                             |
| Ottawa Senators                        | Filip Chlapík    | C    | 20           | 1      | 3         | 4    | Ne                      |                   |                      |                 |                                                 |                             |
| Chicago Blackhawks                     | David Kämpf      | C    | 46           | 4      | 7         | 11   | Ne                      |                   |                      |                 |                                                 |                             |
| Chicago Blackhawks                     | Jan Rutta        | O    | 57           | 6      | 14        | 20   | Ne                      |                   |                      |                 |                                                 |                             |
| Chicago Blackhawks Washington Capitals | Michal Kempný    | O    | 31 22        | 1 2    | 6 1       | 7 3  | · bude oznámeno         | - bude oznámeno   | - bude oznámeno      | - bude oznámeno |                                                 |                             |
| Philadelphia Flyers                    | Radko Gudas      | O    | 70           | 2      | 14        | 16   | 6                       | 0                 | 0                    | 0               |                                                 |                             |
| Tampa Bay Lightning                    | Andrej Šustr     | O    | 44           | 2      | 5         | 7    |                         |                   |                      |                 |                                                 |                             |
| Toronto Maple Leafs                    | Roman Polák      | O    | 54           | 2      | 10        | 12   | 7                       | 0                 | 1                    | 1               |                                                 |                             |
| Montreal Canadiens                     | Jakub Jeřábek    | O    | 36           | 1      | 7         | 8    | Ne                      |                   |                      |                 | Laval Rocket (AHL)                              |                             |
| Philadelphia Flyers                    | Petr Mrázek      | B    |              |        |           |      | Ne                      |                   |                      |                 |                                                 |                             |
| Philadelphia Flyers                    | Michal Neuvirth  | B    |              |        |           |      | Ne                      |                   |                      |                 |                                                 |                             |
| New York Rangers                       | Ondřej Pavelec   | B    |              |        |           |      | Ne                      |                   |                      |                 |                                                 |                             |
| Arizona Coyotes                        | Marek Langhamer  | B    |              |        |           |      | Ne                      |                   |                      |                 | Tucson Roadrunners (AHL) 9.12.hostování do Brna |                             |

- LK - levé křídlo
- C - centr
- PK - pravé křídlo
- O - obránce
- B - brankář